# Mesovelia cryptophila
Mesovelia cryptophila är en insektsart som beskrevs av Hungerford 1924. Mesovelia cryptophila ingår i släktet Mesovelia och familjen vattenspringare. Inga underarter finns listade i Catalogue of Life.